# Discografia di Christina Grimmie
La discografia di Christina Grimmie, cantante statunitense in attività dal 2009 al 2016, si compone dell'album in studio With Love, la raccolta di cover per il programma musicale The Voice The Complete Season 6 Collection (The Voice Performance), e dei due EP Find Me e Side A, oltre che di numerosi singoli, la maggior parte reinterpretazioni realizzate a The Voice. Dopo la sua morte, sono stati pubblicati un EP postumo dal titolo Side B e un album in studio intitolato All Is Vanity.

## Album

### Album in studio
| Anno | Titolo | Classifiche | Classifiche | Classifiche |
| Anno | Titolo | USA         | USA Indie   | BEL         |
| ---- | --- | ----------- | ----------- | ----------- |
| 2013 | With Love - Pubblicazione: 6 agosto - Etichetta: Maker Music - Formati: CD, download digitale               | 101         | 20          | 167         |
| 2017 | All Is Vanity - Pubblicazione: 9 giugno - Etichetta: UMG, Republic Records - Formati: CD, download digitale | -           | -           | -           |

### Raccolte
| Anno | Titolo | Classifiche |
| Anno | Titolo | USA         |
| ---- | --- | ----------- |
| 2014 | The Complete Season 6 Collection (The Voice Performance) - Pubblicazione: 20 maggio - Etichetta: Republic Records - Formati: download digitale | 192         |

### EP
| Anno | Titolo | Classifiche | Classifiche | Classifiche |
| Anno | Titolo | USA         | USA Indie   | BEL         |
| ---- | --- | ----------- | ----------- | ----------- |
| 2011 | Find Me - Pubblicazione: 14 giugno - Etichetta: indipendente - Formati: CD, download digitale                       | 35          | 6           | 44          |
| 2016 | Side A - Pubblicazione: 21 febbraio - Etichetta: indipendente - Formati: download digitale                          | 171         | 11          | —           |
| 2017 | Side B - Pubblicazione: 21 aprile - Etichetta: Universal Music Group, Republic Records - Formati: download digitale | —           | —           | —           |

## Singoli
| Anno | Titolo                          | Classifiche | Album di provenienza |
| Anno | Titolo                          | USA Heat    | Album di provenienza |
| ---- | ------------------------------- | ----------- | -------------------- |
| 2011 | Advice                          | —           | Find Me              |
| 2011 | Liar Liar                       | 15          | Find Me              |
| 2013 | Tell My Mama                    | —           | With Love            |
| 2014 | Must Be Love                    | —           | /                    |
| 2015 | Cliché                          | —           | /                    |
| 2015 | Stay with Me (con Diamond Eyes) | —           | /                    |
| 2015 | Shrug                           | —           | /                    |
| 2017 | Invisible                       | —           | Side B               |
| 2017 | Invisible                       | —           | All Is Vanity        |
| 2017 | Sublime                         | —           |                      |

### Cover diThe Voice
| Anno | Titolo                                         | Classifiche | Classifiche | Artista originale        |
| Anno | Titolo                                         | USA         | CAN         | Artista originale        |
| ---- | ---------------------------------------------- | ----------- | ----------- | ------------------------ |
| 2014 | Wrecking Ball                                  | —           | —           | Miley Cyrus              |
| 2014 | I Knew You Were Trouble                        | —           | —           | Taylor Swift             |
| 2014 | Counting Stars                                 | —           | —           | OneRepublic              |
| 2014 | I Won't Give Up                                | —           | —           | Jason Mraz               |
| 2014 | Dark Horse                                     | —           | —           | Katy Perry               |
| 2014 | Hold On, We're Going Home                      | 74          | 64          | Drake feat. Majid Jordan |
| 2014 | How to Love                                    | 79          | 79          | Lil Wayne                |
| 2014 | Hide and Seek                                  | —           | —           | Imogen Heap              |
| 2014 | Some Nights                                    | —           | —           | Fun.                     |
| 2014 | Can't Help Falling in Love (feat. Adam Levine) | 74          | 68          | Elvis Presley            |
| 2014 | Somebody That I Used to Know                   | 66          | 47          | Gotye feat. Kimbra       |

## Video musicali
| Anno | Titolo         | Regista         |
| ---- | -------------- | --------------- |
| 2011 | Advice         | Sean Babas      |
| 2013 | Tell My Mama   | David Turvey    |
| 2013 | Feelin' Good   |                 |
| 2015 | What a Girl Is | Layne Pavoggi   |
| 2016 | Snow White     | King Hollis     |
| 2016 | Anybody's You  | King Hollis     |
| 2016 | Deception      | King Hollis     |
| 2016 | Without Him    | King Hollis     |
| 2016 | My Buddy       |                 |
| 2017 | Invisible      | Stephen Leonard |